# Karnisz

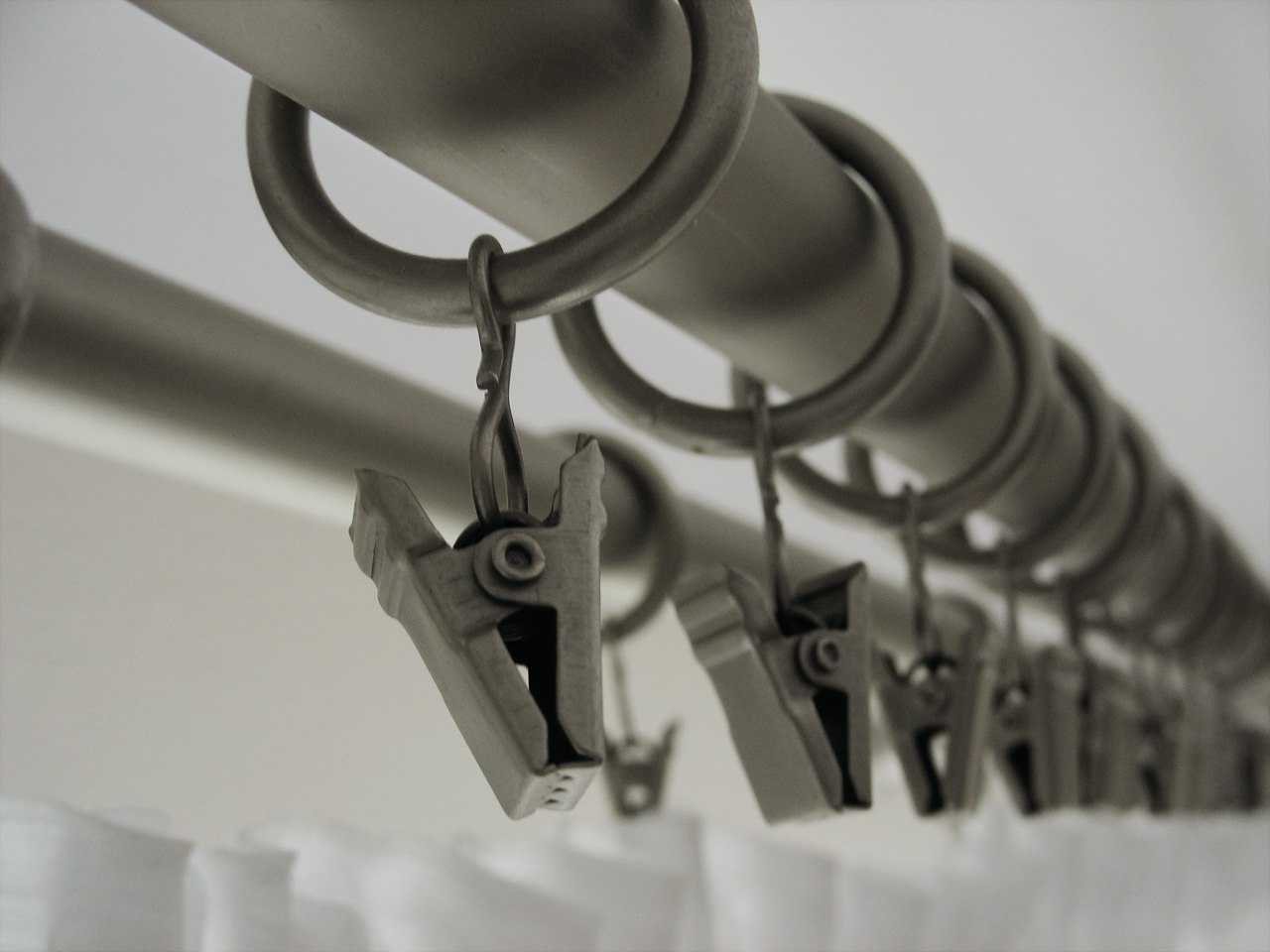
Żabki na karniszu.

Karnisz (z fr. „corniche” – gzyms) – drążek lub listwa, zwykle zawieszona nad oknem, służąca do zawieszania firanek lub zasłon.
W miejsce karnisza można również zastosować tak zwany karnisz zabudowany.
Jest to element sztukaterii do wnętrz w postaci listwy maskującej szyny karniszowe lub zamontowane już karnisze nadokienne.
Listwa karniszowa występuje również z oświetleniem LED, zmontowanym od wewnętrznej strony elementu sztukaterii.
Karnisze składają się z:
- drążków i ich końcówek
- klamer do upięcia
- kółek
- wsporników
- żabek lub agrafek.